# مصطفى إل جمال
مصطفى إل جمال هو لاعب كرة قدم مصري في مركز الوسط، ولد في 1997. لعب مع نادي الإنتاج الحربي.